# Elezioni provinciali in Italia del 1993
Le elezioni provinciali in Italia del 1993 si tennero il 6 giugno (con ballottaggio il 20 giugno) e il 21 novembre (con ballottaggio il 5 dicembre). Furono le prime consultazioni per l'elezione diretta del Presidente della Provincia.

## Elezioni provinciali del giugno 1993

### Provincia di Mantova
| Candidati                                   | Candidati                 | II turno               | II turno               | I turno | I turno | Liste                                         | Voti    | %     | Seggi |
| Candidati                                   | Candidati                 | Voti                   | %                      | Voti    | %       | Liste                                         | Voti    | %     | Seggi |
| ------------------------------------------- | ------------------------- | ---------------------- | ---------------------- | ------- | ------- | --------------------------------------------- | ------- | ----- | ----- |
|                                             | Davide Boni ✔️ Presidente | 112 200                | 53,16                  | 80 175  | 34,21   | Lega Nord                                     | 80 175  | 34,21 | 18    |
|                                             | Franco Raffaldini         | 98 860                 | 46,84                  | 54 961  | 23,45   | Partito Democratico della Sinistra            | 54 961  | 23,45 | 4     |
| Seggio di coalizione                        | Seggio di coalizione      | Seggio di coalizione   | 46,84                  | 54 961  | 23,45   | 1                                             |         |       |       |
|                                             | Ruggero Ruggeri           | Ruggero Ruggeri        | Ruggero Ruggeri        | 40 894  | 17,45   | Democrazia Cristiana                          | 38 008  | 16,22 | 3     |
| Alternativa (PLI - Antiproibizionisti - AD) | Ruggero Ruggeri           | Ruggero Ruggeri        | Ruggero Ruggeri        | 40 894  | 17,45   | 2 849                                         | 1,22    | –     |       |
| Seggio di coalizione                        | Seggio di coalizione      | Seggio di coalizione   | Ruggero Ruggeri        | 40 894  | 17,45   | 1                                             |         |       |       |
|                                             | Gianni Usvardi            | Gianni Usvardi         | Gianni Usvardi         | 19 080  | 8,14    | Alleanza per Mantova (PSI - PSDI - PRI) (A)   | 19 080  | 8,14  | –     |
| Seggio di coalizione                        | Seggio di coalizione      | Seggio di coalizione   | Gianni Usvardi         | 19 080  | 8,14    | 1                                             |         |       |       |
|                                             | Maggiorino Spezia         | Maggiorino Spezia      | Maggiorino Spezia      | 15 458  | 6,60    | Partito della Rifondazione Comunista          | 15 458  | 6,60  | –     |
| Seggio di coalizione                        | Seggio di coalizione      | Seggio di coalizione   | Maggiorino Spezia      | 15 458  | 6,60    | 1                                             |         |       |       |
|                                             | Daniele Capra de Carré    | Daniele Capra de Carré | Daniele Capra de Carré | 11 713  | 5,00    | Lega Alpina Lumbarda                          | 11 713  | 5,00  | –     |
| Seggio di coalizione                        | Seggio di coalizione      | Seggio di coalizione   | Daniele Capra de Carré | 11 713  | 5,00    | 1                                             |         |       |       |
|                                             | Romano Freddi             | Romano Freddi          | Romano Freddi          | 9 669   | 4,13    | Movimento Sociale Italiano - Destra Nazionale | 9 669   | 4,13  | –     |
|                                             | Giuseppe Flisi            | Giuseppe Flisi         | Giuseppe Flisi         | 7 566   | 3,23    | Federazione dei Verdi                         | 7 566   | 3,23  | –     |
|                                             | Alberto Rosignoli         | Alberto Rosignoli      | Alberto Rosignoli      | 4 333   | 1,85    | La Rete                                       | 4,333   | 0,00  | –     |
| Totale                                      | Totale                    | 211 060                | 100                    | 234 337 | 100     |                                               | 234 337 | 100   | 30    |

### Provincia di Pavia
| Candidati | Candidati                                 | Voti | %    | Liste                                         | Voti | %    | Seggi |
| --------- | ----------------------------------------- | ---- | ---- | --------------------------------------------- | ---- | ---- | ----- |
|           | Enzo Casali Accede al ballottaggio        |      | 43,3 | Lega Nord                                     |      | 43,3 | 18    |
|           | Riccardo Fiamberti Accede al ballottaggio |      | 18,8 | Democrazia Cristiana                          |      | 18,8 | 5     |
|           | Tullio Montagna                           |      | 15,2 | Partito Democratico della Sinistra            |      | 15,2 | 4     |
|           | Giuseppe Abbà                             |      | 9,1  | Partito della Rifondazione Comunista          |      | 9,1  | 2     |
|           | Stefano Losurdo                           |      | 4,5  | Movimento Sociale Italiano - Destra Nazionale |      | 4,5  | 1     |
|           | Daniela Doretta Montagna                  |      | 3,5  | Partito Pensionati                            |      | 3,5  | -     |
|           | Angelo Zorzoli                            |      | 3,0  | La Rete                                       |      | 3,0  | -     |
|           | Andrea Campanini                          |      | 2,6  | Partito Socialista Democratico Italiano       |      | 2,6  | -     |
| Totale    | Totale                                    |      |      |                                               |      |      | 30    |

Ballottaggio
| Candidati | Candidati                 | Voti | %      |
| --------- | ------------------------- | ---- | ------ |
|           | Enzo Casali ✔️ Presidente |      | 70,3   |
|           | Riccardo Fiamberti        |      | 29,6   |
| Totale    | Totale                    |      | 100,00 |

### Provincia di Trieste
- Le elezioni furono annullate; in data 28/07/1993 fu nominato un commissario prefettizio, in carica fino al 2/12/1996.

| Candidati                      | Candidati                                     | Voti                           | %    | Liste                                         | Voti | %    | Seggi |
| ------------------------------ | --------------------------------------------- | ------------------------------ | ---- | --------------------------------------------- | ---- | ---- | ----- |
|                                | Paolo Sardos Albertini Accede al ballottaggio |                                | 18,7 | Lista per Trieste                             |      | 18,7 | 14    |
|                                | Franco Codega Accede al ballottaggio          |                                | 17,2 | Partito Democratico della Sinistra            |      | 9,4  | 1     |
| Alleanza per Trieste           | Franco Codega Accede al ballottaggio          |                                | 17,2 | 7,8                                           | -    |      |       |
| Seggio al candidato presidente | Seggio al candidato presidente                | Seggio al candidato presidente | 17,2 | 1                                             |      |      |       |
|                                | Mauro De Giorgio                              |                                | 17,1 | Movimento Sociale Italiano - Destra Nazionale |      | 17,1 | 3     |
|                                | Ennio Braida                                  |                                | 16,9 | Lega Nord                                     |      | 16,9 | 2     |
|                                | Giovanni Bartoli                              |                                | 14,0 | Democrazia Cristiana                          |      | 14,0 | 2     |
|                                | Dennis Visioli                                |                                | 6,9  | Partito della Rifondazione Comunista          |      | 6,9  | 1     |
|                                | Giovanni Peterlin                             |                                | 4,5  | Unione Slovena                                |      | 4,5  | -     |
|                                | Claudio Bonivento                             |                                | 2,4  | Partito Socialista Italiano                   |      | 2,4  | -     |
|                                | Lucio Pertusi                                 |                                | 1,8  | Lega Pensionati e Giovani                     |      | 1,8  | -     |
|                                | Marco De Agostini                             |                                | 0,5  | Movimento Friuli                              |      | 0,5  | -     |
| Totale                         | Totale                                        |                                |      |                                               |      |      | 24    |

Ballottaggio
| Candidati | Candidati                            | Voti | %      |
| --------- | ------------------------------------ | ---- | ------ |
|           | Paolo Sardos Albertini ✔️ Presidente |      | 50,7   |
|           | Franco Codega                        |      | 49,3   |
| Totale    | Totale                               |      | 100,00 |

### Provincia di Gorizia
| Candidati                               | Candidati                               | Voti                           | %     | Liste                                         | Voti   | %     | Seggi |
| --------------------------------------- | --------------------------------------- | ------------------------------ | ----- | --------------------------------------------- | ------ | ----- | ----- |
|                                         | Alberto Bergamin Accede al ballottaggio | 22.132                         | 23,81 | Democrazia Cristiana                          | 19.872 | 21,38 | 3     |
| Partito Socialista Democratico Italiano | Alberto Bergamin Accede al ballottaggio | 22.132                         | 23,81 | 2.260                                         | 2,43   | -     |       |
| Seggio al candidato presidente          | Seggio al candidato presidente          | Seggio al candidato presidente | 23,81 | 1                                             |        |       |       |
|                                         | Monica Marcolini Accede al ballottaggio | 20.656                         | 22,22 | Lega Nord                                     | 20.656 | 22,22 | 14    |
|                                         | Maurizio Salomoni                       | 16.769                         | 18,04 | Partito Democratico della Sinistra            | 12.959 | 13,94 | 2     |
| Partito Socialista Italiano             | Maurizio Salomoni                       | 16.769                         | 18,04 | 3.810                                         | 4,10   | -     |       |
| Seggio al candidato presidente          | Seggio al candidato presidente          | Seggio al candidato presidente | 18,04 | 1                                             |        |       |       |
|                                         | Renato Fiorelli                         | 9.142                          | 9,83  | Federazione dei Verdi                         | 9.142  | 9,83  | 1     |
|                                         | Sergio Cosma                            | 8.566                          | 9,21  | Movimento Sociale Italiano - Destra Nazionale | 8.566  | 9,21  | 1     |
|                                         | Silvano Buttignon                       | 8.315                          | 8,94  | Partito della Rifondazione Comunista          | 8.315  | 8,94  | 1     |
|                                         | Mario Michelini                         | 4.269                          | 4,59  | Cittadini per l'Isontino                      | 4.269  | 4,59  | -     |
|                                         | Damian Terpin                           | 3.118                          | 3,35  | Unione Slovena                                | 3.118  | 3,35  | -     |
| Totale                                  | Totale                                  | 92.967                         |       |                                               | 92.967 |       | 24    |

Ballottaggio
| Candidati | Candidati                      | Voti | %      |
| --------- | ------------------------------ | ---- | ------ |
|           | Monica Marcolini ✔️ Presidente |      |        |
|           | Alberto Bergamin               |      |        |
| Totale    | Totale                         |      | 100,00 |

### Provincia di Ravenna
| Candidati                      | Candidati                                 | Voti                           | %     | Liste                                         | Voti    | %     | Seggi |
| ------------------------------ | ----------------------------------------- | ------------------------------ | ----- | --------------------------------------------- | ------- | ----- | ----- |
|                                | Gabriele Albonetti Accede al ballottaggio | 89.363                         | 37,33 | Partito Democratico della Sinistra            | 89.363  | 37,33 | 18    |
|                                | Franco Bencivelli Accede al ballottaggio  | 38.847                         | 16,23 | Alleanza per Ravenna (PRI - PLI - PSDI - PPR) | 38.847  | 16,23 | 3     |
|                                | Giuseppe Taroni                           | 37.245                         | 15,56 | Democrazia Cristiana                          | 37.245  | 15,56 | 3     |
|                                | Orfeo Montanari                           | 31.329                         | 13,09 | Lega Nord                                     | 31.329  | 13,09 | 3     |
|                                | Marino Fiorentini                         | 22.693                         | 9,48  | Partito della Rifondazione Comunista          | 22.693  | 9,48  | 2     |
|                                | Natale Belosi                             | 11.715                         | 4,90  | Federazione dei Verdi                         | 8.894   | 3,72  | -     |
| La Rete                        | Natale Belosi                             | 11.715                         | 4,90  | 2.821                                         | 1,18    | -     |       |
| Seggio al candidato presidente | Seggio al candidato presidente            | Seggio al candidato presidente | 4,90  | 1                                             |         |       |       |
|                                | Gregorio Caravita                         | 8.206                          | 3,43  | Partito Socialista Italiano                   | 8.206   | 3,43  | -     |
| Totale                         | Totale                                    | 239.398                        |       |                                               | 239.398 |       | 30    |

Ballottaggio
| Candidati | Candidati                        | Voti    | %      |
| --------- | -------------------------------- | ------- | ------ |
|           | Gabriele Albonetti ✔️ Presidente | 128.465 | 60,67  |
|           | Franco Bencivelli                | 83.296  | 39,33  |
| Totale    | Totale                           |         | 100,00 |

### Provincia di Viterbo
| Candidati                     | Candidati                               | Voti    | %     | Liste                                         | Voti | %     | Seggi |
| ----------------------------- | --------------------------------------- | ------- | ----- | --------------------------------------------- | ---- | ----- | ----- |
|                               | Ugo Nardini Accede al ballottaggio      | 48.690  | 28,07 | Partito Democratico della Sinistra            |      | 24,9  | 8     |
| Partito Repubblicano Italiano | Ugo Nardini Accede al ballottaggio      | 48.690  | 28,07 |                                               | 3,1  | 1     |       |
|                               | Claudio Carriero Accede al ballottaggio | 38.202  | 22,02 | Democrazia Cristiana                          |      | 22,02 | 5     |
|                               | Ferdinando Signorelli                   | 29.065  | 16,76 | Movimento Sociale Italiano - Destra Nazionale |      | 16,76 | 3     |
|                               | Marcello Giovannini                     | 17.458  | 10,06 | Partito della Rifondazione Comunista          |      | 10,06 | 3     |
|                               | Camillo Fiaschetti                      | 13.333  | 7,69  | Unione Democratica per la Tuscia              |      | 7,69  | 1     |
|                               | Sandro Loreti                           | 10.344  | 5,96  | Alleanza per la Provincia                     |      | 5,96  | 1     |
|                               | Osvaldo Ercoli                          | 6.928   | 3,99  | Federazione dei Verdi                         |      | 3,99  | 1     |
|                               | Giuseppe Benito Sini                    | 5.931   | 3,42  | La Rete                                       |      | 3,42  | 1     |
|                               |                                         | 3.505   | 2,02  | Area                                          |      | 2,02  | -     |
| Totale                        | Totale                                  | 173.456 |       |                                               |      |       | 24    |

Ballottaggio
| Candidati | Candidati                 | Voti | %      |
| --------- | ------------------------- | ---- | ------ |
|           | Ugo Nardini ✔️ Presidente |      |        |
|           | Claudio Carriero          |      |        |
| Totale    | Totale                    |      | 100,00 |

## Elezioni provinciali del novembre 1993

### Provincia di Varese
| Candidati                      | Candidati                                 | Voti                           | %    | Liste                                | Voti | %    | Seggi |
| ------------------------------ | ----------------------------------------- | ------------------------------ | ---- | ------------------------------------ | ---- | ---- | ----- |
|                                | Massimo Ferrario Accede al ballottaggio   |                                | 49,3 | Lega Nord                            |      | 49,3 | 22    |
|                                | Livio Ghiringhelli Accede al ballottaggio |                                | 18,4 | Democrazia Cristiana                 |      | 15,3 | 4     |
| Patto Italia Nuova             | Livio Ghiringhelli Accede al ballottaggio |                                | 18,4 | 3,1                                  | -    |      |       |
| Seggio al candidato presidente | Seggio al candidato presidente            | Seggio al candidato presidente | 18,4 | 1                                    |      |      |       |
|                                | Fernando Fasolo                           |                                | 15,4 | Partito Democratico della Sinistra   |      | 9,8  | 2     |
| Alleanza Democratica           | Fernando Fasolo                           |                                | 15,4 | 3,4                                  | 1    |      |       |
| La Rete                        | Fernando Fasolo                           |                                | 15,4 | 2,2                                  | -    |      |       |
| Seggio al candidato presidente | Seggio al candidato presidente            | Seggio al candidato presidente | 15,4 | 1                                    |      |      |       |
|                                | Cesare Revelli                            |                                | 9,6  | Partito della Rifondazione Comunista |      | 5,1  | 1     |
| Federazione dei Verdi          | Cesare Revelli                            |                                | 9,6  | 4,5                                  | 1    |      |       |
| Seggio al candidato presidente | Seggio al candidato presidente            | Seggio al candidato presidente | 9,6  | 1                                    |      |      |       |
|                                | Attilio De Carré                          |                                | 7,3  | Lega Alpina Lumbarda                 |      | 7,3  | 2     |
| Totale                         | Totale                                    |                                |      |                                      |      |      | 36    |

Ballottaggio
| Candidati | Candidati                      | Voti | %      |
| --------- | ------------------------------ | ---- | ------ |
|           | Massimo Ferrario ✔️ Presidente |      |        |
|           | Livio Ghiringhelli             |      |        |
| Totale    | Totale                         |      | 100,00 |

### Provincia di Genova
| Candidati                      | Candidati                               | Voti                           | %    | Liste                                         | Voti | %    | Seggi |
| ------------------------------ | --------------------------------------- | ------------------------------ | ---- | --------------------------------------------- | ---- | ---- | ----- |
|                                | Marta Vincenzi Accede al ballottaggio   |                                | 31,5 | Partito Democratico della Sinistra            |      | 23,4 | 18    |
| Federazione dei Verdi          | Marta Vincenzi Accede al ballottaggio   |                                | 31,5 | 3,9                                           | 2    |      |       |
| Lista Pannella                 | Marta Vincenzi Accede al ballottaggio   |                                | 31,5 | 2,3                                           | 1    |      |       |
| Patto di Solidarietà           | Marta Vincenzi Accede al ballottaggio   |                                | 31,5 | 1,9                                           | 1    |      |       |
|                                | Giuseppe Dallara Accede al ballottaggio |                                | 29,6 | Lega Nord                                     |      | 29,6 | 7     |
|                                | Eugenio Pallestrini                     |                                | 13,7 | Popolari per la Provincia                     |      | 8,7  | 2     |
| Rinnovamento Socialista        | Eugenio Pallestrini                     |                                | 13,7 | 3,1                                           | -    |      |       |
| Unione di Centro               | Eugenio Pallestrini                     |                                | 13,7 | 1,9                                           | -    |      |       |
| Seggio al candidato presidente | Seggio al candidato presidente          | Seggio al candidato presidente | 13,7 | 1                                             |      |      |       |
|                                | Giovanni Duglio                         |                                | 9,3  | Partito della Rifondazione Comunista          |      | 9,3  | 2     |
|                                | Agostino Bozzo                          |                                | 7,5  | Movimento Sociale Italiano - Destra Nazionale |      | 5,7  | -     |
| Partito Pensionati             | Agostino Bozzo                          |                                | 7,5  | 1,8                                           | -    |      |       |
| Seggio al candidato presidente | Seggio al candidato presidente          | Seggio al candidato presidente | 7,5  | 1                                             |      |      |       |
|                                | Alfredo Bianchi                         |                                | 5,9  | Alleanza per la Provincia                     |      | 5,9  | 1     |
|                                | Antonio Slavich                         |                                | 1,7  | La Rete                                       |      | 1,7  | -     |
|                                | Aldo Coppola                            |                                | 0,8  | Pensionati Uomini Vivi                        |      | 0,8  | -     |
| Totale                         | Totale                                  |                                |      |                                               |      |      | 36    |

Ballottaggio
| Candidati | Candidati                    | Voti | %      |
| --------- | ---------------------------- | ---- | ------ |
|           | Marta Vincenzi ✔️ Presidente |      |        |
|           | Giuseppe Dallara             |      |        |
| Totale    | Totale                       |      | 100,00 |

### Provincia della Spezia
| Candidati                      | Candidati                               | Voti                           | %    | Liste                                         | Voti | %    | Seggi |
| ------------------------------ | --------------------------------------- | ------------------------------ | ---- | --------------------------------------------- | ---- | ---- | ----- |
|                                | Stefano Sgorbini Accede al ballottaggio |                                | 36,5 | Partito Democratico della Sinistra            |      | 27,8 | 11    |
| Alleanza per La Spezia         | Stefano Sgorbini Accede al ballottaggio |                                | 36,5 | 4,7                                           | 2    |      |       |
| Federazione dei Verdi          | Stefano Sgorbini Accede al ballottaggio |                                | 36,5 | 4,0                                           | 1    |      |       |
|                                | Andrea Squadroni Accede al ballottaggio |                                | 22,2 | Popolari per La Spezia                        |      | 14,4 | 2     |
| Lavoro e Sviluppo              | Andrea Squadroni Accede al ballottaggio |                                | 22,2 | 7,8                                           | 1    |      |       |
| Seggio al candidato presidente | Seggio al candidato presidente          | Seggio al candidato presidente | 22,2 | 1                                             |      |      |       |
|                                | Walter Baston                           |                                | 20,6 | Lega Nord                                     |      | 20,6 | 3     |
|                                | Chiara Bramanti                         |                                | 10,5 | Partito della Rifondazione Comunista          |      | 10,5 | 2     |
|                                | Aldo De Luca                            |                                | 6,3  | Movimento Sociale Italiano - Destra Nazionale |      | 6,3  | 1     |
|                                | Giovanni Parisi                         |                                | 3,9  | Partito Pensionati                            |      | 3,9  | -     |
| Totale                         | Totale                                  |                                |      |                                               |      |      | 24    |

Ballottaggio
| Candidati | Candidati                      | Voti | %      |
| --------- | ------------------------------ | ---- | ------ |
|           | Stefano Sgorbini ✔️ Presidente |      | 55,0   |
|           | Andrea Squadroni               |      | 45,0   |
| Totale    | Totale                         |      | 100,00 |